# Havass Géza
Havass Géza (Budapest, 1913. augusztus 26. – Szeged, 2001. május 21.) római katolikus plébános, a Kádár János nevével fémjelzett ún. „gulyáskommunizmus” idején néhány társával együtt egy koncepciós perben elítélték.

## Élete
A budapesti cisztercita és a szegedi gimnáziumban tanult. 1932-ben joghallgató lett Budapesten, majd 1933-ban a szegedi hittudományi főiskolán lett teológiai hallgató. 1938. május 1-jén szentelték katolikus pappá. Ezt követően Csanádpalotán, majd 1939-ben Makó-Újvárosban majd 1940-től Szegeden lett plébános. 1943-49 között püspöki titkár volt. Mindszenty József letartóztatása (1948. december 26.) után az ÁVH informátornak próbálta beszervezni. Ellenállása miatt megfélemlítésül letartóztatták, de a közfelháborodás miatt még aznap szabadon bocsátották. Püspöke engedélyével Budapestre ment, és egyházmegyei szolgálaton kívül a budai Szent Imre plébánia kisegítő káplánja lett. 1951. augusztus 1-jétől a városmajori plébánián, 1952 novemberétől pedig a Szent István-bazilikában lett kisegítő. Részt vett a cisztercita plébánia  pasztorációjában is. 1957. február 1-jén püspöke visszarendelte Szegedre, ahol egyházmegyei számvevő lett belőle, de a budapesti fiatalokkal továbbra is tartotta a kapcsolatot. A regnumi atyák, majd 1961. február 6-a után az országos papi letartóztatások során őt is letartóztatták. A budapesti Gyorskocsi utcai Vizsgálati Osztályon lefolyt előzetes rendőri kivizsgálás után június 19-én a fővárosi bíróságon, mint elsőrendű vádlottat a népi demokratikus államrend megdöntésére irányuló szervezkedés vezetése címén 5 és fél év börtönre ítélték. A vádiratban és a korabeli sajtóban neki tulajdonították a Keresztény Front elnevezésű illegális szervezet irányítását, holott arról a letartóztatása előtt állítása szerint soha nem hallott. Előbb a márianosztrai börtönben az osztályidegenek között, majd a budapesti Gyűjtőfogházban raboskodott. XXIII. János pápa és U Thant ENSZ-főtitkár közbenjárására a második Kádár-kormány 1965. április 4-ére meghirdetett amnesztiájával szabadult. Ezt követően a szegedi dóm kisegítő lelkésze, 1968. november 8-a után pedig újszegedi plébános volt. 1988 őszén nyugdíjazták.

## Művei
- A megértett szentmise. Kidolgozott szemléltető hitelemzések a szentmise megértésére és megtanítására; Korda, Bp., 1941
- Az örök nagyhatalom. A katolikus egyház helyzete az öt világrészen a második világháború után; Gellért Nyomda, Szeged, 1947